# Laburrus
Laburrus — рід цикадок із ряду клопів.

## Опис
Цикадки розміром 3—5 мм. Помірно стрункі і кремезні, з широкою головою з заокруглено-тупокутними виступами. У складі роду 7 видів.

## Систематика
У складі роду:
- Laburrus abrotani Emeljanov, 1962
- Laburrus amazon Emeljanov, 1962
- Laburrus handlirschi (Matsumura, 1908)
- Laburrus impictifrons (Boheman, 1852)
- Laburrus kuznetsovi Emeljanov, 1962
- Laburrus pellax (Horváth, 1903)
- Laburrus quadratus (Forel, 1864)